# Radu Motreanu
Radu Motreanu (sinh ngày 22 tháng 6 năm 1998) là một cầu thủ bóng đá người România thi đấu ở vị trí hậu vệ cho ASU Politehnica Timișoara, theo dạng cho mượn từ Poli Timișoara.